# 一百万计划

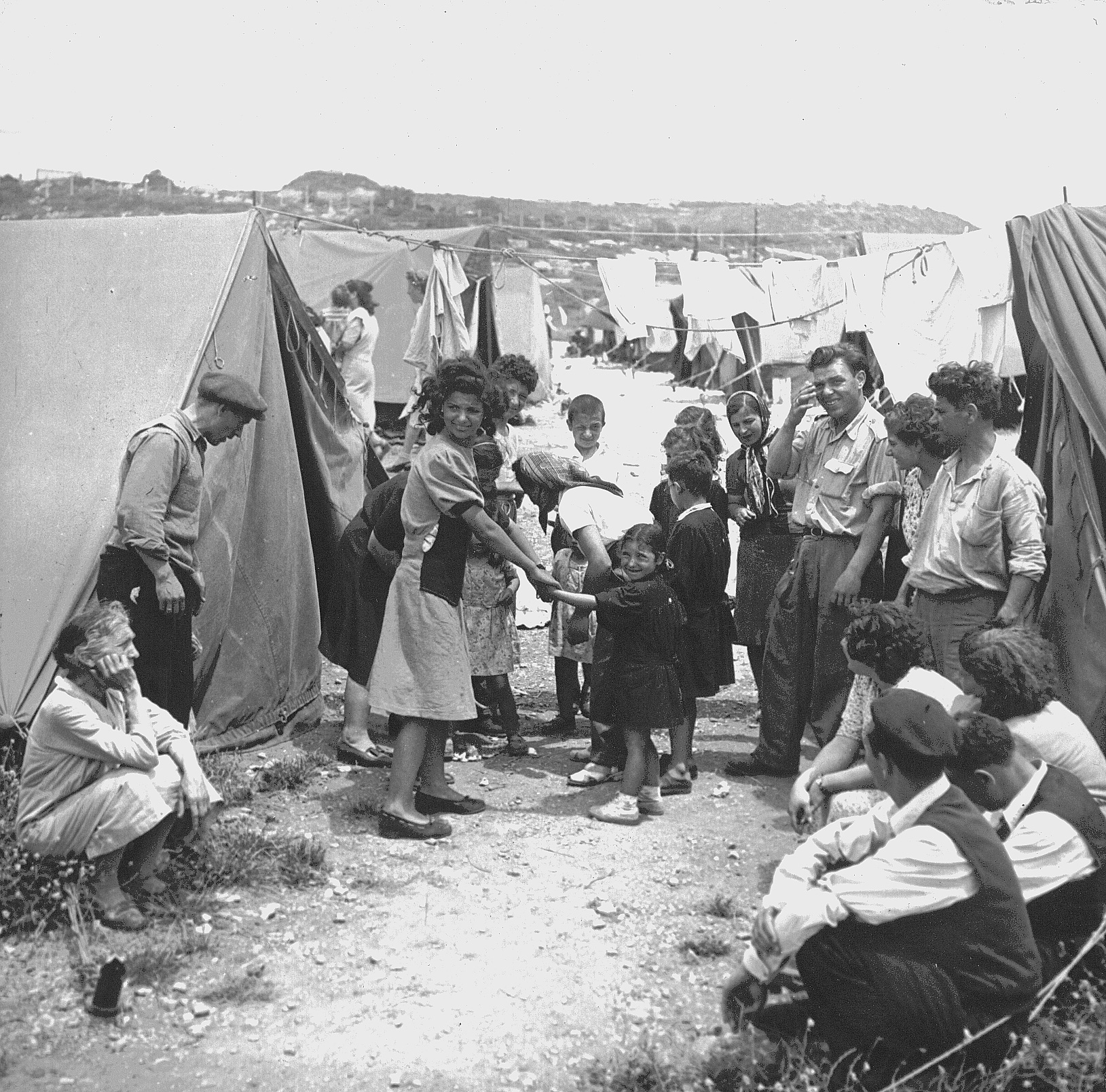
有关移民及建立过渡营地，一百万计划中包含其详细提案；此后继起的移民营及难民营，有说法将其描述为一百万计划的「一大产物」

一百万计划（希伯來語：‎，羅馬化：Tokhnit HaMilyon）是一项战略计划，目标在十八个月的时段内将欧洲、中东、北非等地一百万犹太人移民纳入巴勒斯坦托管地，从而于此地区建立国家。此计划于1944年在巴勒斯坦犹太事务局执委会投票通过，其后成为锡安主义领导集团的官方方略。一百万计划中，相当一部分是1948年以色列国建国后方才实行。
1944年，犹太人大屠杀中对犹太人的屠灭何其深广已为人共知，比尔特摩大会所提出二百万移民之雄心遂向下调整，计划则经修订，首次将来自中东北非的犹太人视为一个类别而纳入移民计划的目标中。1944至1945年，本-古里安向外国官员描述此计划，称为「锡安主义运动首要的目标、最优先的事项」。
英国1939年白皮书之规定使得移民持续受限，从而如此计划无法立刻起效。直到以色列国建国，本-古里安领导的政府向议会提交新的计划——四年以内，将人口翻倍至六十万。以色列历史学家德沃拉·哈科亨描述新成立的以色列政府内部如何反对这一移民计划，如有人主张「毫无理由在那些生命并没有遇到危险的犹太人中组织大规模的移民，如果渴望和动机都不是他们自己的，就更是这样」，亦有人宣称这一吸纳计划导致「过分的困难」。然而，本-古里安影响广大、坚持不懈，确保不受限的移民行动继续。有说法称这一计划为「『想象』犹太国的过程中起枢轴作用的事件」「米兹拉希犹太人，按这个术语现在的意思，所谓一个与欧洲出生的犹太人区隔开来的族群，作为这种意义上的分类而被发明出来的时刻」。以色列宣告独立后最初数年的大规模移民正是这一政策转向的产物，这种转向所利好者，为集中于阿拉伯、穆斯林国家所出身犹太人的大举移民。

## 背景
1942年召开的比尔特摩大会中，本-古里安倡议二百万犹太人移居巴勒斯坦，进而将犹太族转为多数民族，大会所呼吁建立的犹太邦国，需要这一条件。当时的设想，多数移民应为阿什肯纳兹犹太人。本-古里安在会见各位专家及犹太人领袖时如此描述其意图：
我们锡安主义者的政策现在必须特别注意到阿拉伯国家的犹太居民群体。若有这样的流散人口，是我们正有义务极尽可能紧迫地将那些犹太人带回故土，从而将流散清空的，那他们就是流散在阿拉伯地方的侨民：也门、伊拉克、叙利亚、埃及、北非等，还有波斯和土耳其的犹太人。欧洲的犹太族人现在所经受的事令我们不得不对中东流散人口的命运尤其焦虑。那些犹太人群体是锡安运动的人质……看到将要到来的事情，我们第一步要做的就是移民。但从欧洲移民的道路如今荒废了。[门]紧紧关着，只有极少几个国家同以色列地有陆地上的连接——就是周邻的国家。考量所有这些，都是我们要焦急、要采取特别行动速速将阿拉伯国家的犹太人迁到以色列地的原因。我们还没有清空也门的流散（侨民），真是锡安主义巨大失利的标志。如果我们没有以锡安主义的手段清空伊拉克的流散，就有一种危险是，这流散要以希特勒的手段被清空了。

## 规划委员会
本-古里安早已要求对国家吸纳移民之潜能作先行分析，时为1941年初；1942年末，其为所倡议的移民又授权有司擘画「总体规划」。其指定一组专家组建委员会，称「规划委员会」，负责研究巴勒斯坦托管地之经济如何能承负一百万新移入犹太移民所需。
规划委员会（‎，又称「四人委员会」），之成立是为规划蓝图、决定指导原则，建立各个领域专家组成的下级委员会、督导这些人的工作。本-古里安认为对委员会成员善加选择，即可在规划安排及政治观念两方面得到委员支持。委员会主席即本-古里安，成员尚包括犹太事务局出纳埃利埃泽尔·卡普兰、盎格鲁巴勒斯坦银行主席埃利埃泽尔·胡菲恩、犹太事务局贸易产业部主任埃米尔·什莫雷克；还有秘书处三人，均为经济学家。
1943年10月11日委员会首次召集会议是在卡普兰家中，决议每周在耶路撒冷犹太事务局大楼中共商事务。本-古里安定期与会，详细检查下级委员会所作报告。委员会所建下级委员会由各专家组成，根据土地、水资源、安置、产业、交通、居住、财务等等方面检视计划的种种议题。 规划委员会1944年全年直到1945年初不断提交报告。
委员会首先商讨的事务，其一为目标如何定义。本-古里安表态主张目标有二：第一，十八个月内使二百万犹太人移民定居，并详细拟定计划推进此事；第二，对此类移民行动相关的实情作科学调研，诸如所需水量、土壤特质、气候等等。委员会其他成员认为第一个目标不现实。最终本-古里安放松要求，同意两个计划。「大」计划即迅速移民一百万犹太人、使犹太人成为多数、统治当地；「小」计划即数年内再将一百万犹太人安置下来。

## 计划
计划作出的设想为十八个月间百万犹太人到达当地，而于1944年夏拟定，其中列出交通、难民营及所需资金的细节。
计划初于1944年6月24日呈交犹太事务局执委会，由于英方的移民限制当时仍然生效，其并不能付诸实行，而是作为政治规划，为二战结束时锡安主义组织将提出的要求提供纲要。自1944年以降，这一计划成为锡安主义者领导集团的官方方略，自阿拉伯及穆斯林国家移民犹太人成为「犹太事务局自二战至建国期间所提出全部宣言、声明、备忘录、要求中，或直白或含蓄都提及到」的事项。

本-古里安将移民看作锡安主义纲领中最优先的事项，但担忧这一大规模工程带来的挑战，他在1948年阿以战争后表示：
主要的事就是吸纳移民。国家所有历史性的需求，体现出来就是这个。我们可能是已经拿下了西岸、戈兰、整个加利利，但打下的这几场都不能像移民一样巩固我们的领土。移民数量翻一番、翻两番，这就给我们多而更多的力量……这是最重要的事，比其他都重要。安置好人——那才是真打下来了。
计划首次付诸有组织的措施是1943年末的总体行动计划，题名《前往东方之地的统一先锋》，犹太事务局移民部的使者借此得到训练课程，日后派至伊斯兰国家。二战后这些在伊斯兰国家的活动不再紧迫也不再吸引人，所得资源也减少。在这些国家行动人员的数量相比在欧洲行动者而言微不足道，甚至不足维持业已建立的事业。

## 适合移民的对象
调研移民的来源及其范围，这点在规划委员会的审议中有重要地位。调研转化为大量数据表现——各国犹太人的分布及数量，包括二战期间的人口变化，并分析这些群体中的经济与就业机会。运用以上数据，将进入犹太国的百万移民其构造得以探明。首先考虑有三个主要族群可能适合立即移民：轴心国的大屠杀幸存者，约合535,000人；二战流入中立国及同盟国的难民，其中估算约30%希望移民，合247,000人；估算约20%生活在伊斯兰国家的犹太居民，合150,000人。有司也考虑第一群人数量可能更少，如此则将有更多移民出自第三群人。1944年中，大屠杀程度之深已举世皆知，来自穆斯林国家的潜在移民开始得到关注。计划主要关注的对象是来自伊拉克、叙利亚、土耳其、伊朗、也门的犹太人。

大屠杀的规模更趋清晰，计划中阿拉伯及穆斯林国家犹太人所占比重从而上升。1943年7月，犹太事务局移民部主任埃利亚胡·多布金呈交一份地图，显示伊斯兰国家预估的750,000犹太人，并提到：
……欧洲许多犹太人将在大屠杀中遇害，俄罗斯的犹太人又都封闭在国内。因此，这百万犹太人中四分之三的人，他们数量上的价值就在世界犹太族人的体系中上升到极富价值的政治因素这一层次。我们所面临首要的任务就是救出犹太族人中的这些，（而且）为了锡安主义的战胜，到了要戮力同心争取这部分族人的时候。
类似地，本-古里安在犹太事务局执委会1944年9月28日一次会议上发言，「我以前最少要二百万：现在因为我们被毁成这样，我说要一百万」。1945年7月30日，本-古里安在日记中表示：
我们得把5区（伊斯兰国家的犹太人）所有人、4区（西欧）大部分人、3区（东欧）能来的任何人、2区（英语国家的犹太人）的先锋，把他们尽快带过来。
讨论一百万计划的过程中出现一个问题，即犹太人团体在伊斯兰国家的安全。1943年马帕伊党中央委员会一场演讲中，埃利亚胡·多布金表明他的看法，即在阿拉伯人的巴勒斯坦建立以色列，这会使得生活在其他阿拉伯国家的犹太人生命受到危险，而差不多同时本-古里安写道「东方之地的犹太人因为锡安运动而预想要面对的灾难」，不过上述阴郁的预测均告错误。
一些政策出台，增强锡安主义运动在目标国家的力度，保证移民得以到来。埃丝特·梅尔-格利岑施泰因（Esther Meir-Glitzenstein）提到「有趣的是，本-古里安为将流离的犹太人从欧洲带来，他举了政治、理性等理由，而在讨论从伊斯兰国家移民犹太人时，他不止提到政治、理性上的理由，还举出文化上东方学的解释，因为东方的『堕落』是这一观念一大基本的元素」。

## 以色列国建国后
一百万计划所计划、所建议实行的内容中有相当一部分是以色列国1948年建国后，在新成立的国家中实施的。这些内容包括大规模阿利亚；设立移民营、难民营；西德对以色列赔偿协议；以色列国家供水系统；国家纲要规划等。
1948年5月英方军队撤出、以色列国成立，结果对这片国土的移民限制不复存在，从而面向阿拉伯和穆斯林国家的犹太人，就以这类人群为重点的大规模阿利亚一类事务而言，实施相关的政策转向有了可能。本-古里安的政府进而向议会提交计划，预备四年内将人口增加一倍到600,000人。这一移民政策在新成立的以色列政府中遇到了一些反对，比如有观点认为「毫无理由在那些生命并没有遇到危险的犹太人中组织大规模的移民，如果渴望和动机都不是他们自己的，就更是这样」，也有人宣称这一吸纳计划导致「过分的困难」。然而，本-古里安表现出影响力和坚持，这些因素发挥力量，确保不受限制的移民继续进行。
根据伊里特·卡茨（Irit Katz）博士的看法，以色列难民营正是一百万计划的成果。罗伊·科兹洛夫斯基（Roy Kozlovsky）博士评论道一百万计划存在在先，这就意味着「难民营这一概念，就大规模移民来说，实际上是它的先决条件，而不是效果」。彼拉·罗塞托（Piera Rossetto）博士描写了围绕难民营条件的争论，表示自身的观点在于「这方面争议最大的问题与其说是选择的产物（例如难民营），不如说是这个选择本身，它遵循着本-古里安在1944年抛出的『一百万计划』，要将这样成千上万的移民带进以色列」。

## 引用书刊
- Barell, Ari; Ohana, David. . Politics, Religion & Ideology. 2014, 15 (1): 1–22  [2024-01-04]. S2CID 144850545. doi:10.1080/21567689.2013.849587. （原始内容存档于2023-10-17）.
- Hacohen, Dvorah. . Jonathan Frankel  (编).  . Studies in Contemporary Jewry VII. Oxford University Press. 1991. ISBN 978-0-19-536198-8.
- Hacohen, Dvora.   [一百万计划，大卫·本-古里安1942至1945年间的大规模移民计划]. Tel Aviv: Ministry of Defense Publishing House. 1994.
- Hacohen, Devorah.  . Syracuse University Press. 2003. ISBN 978-0-8156-2969-6.
- Eyal, Gil. .  . Stanford University Press. 2006: 86–89. ISBN 978-0-8047-5403-3.
- Katz, Irit. . Political Geography. 2016, 55: 144–155  [2024-01-04]. doi:10.1016/j.polgeo.2016.09.003. （原始内容存档于2023-10-17）.
- Katz, Yossi. . Genosar, Pinhas  (编).   [以色列崛起研究]. Ben-Gurion University Press. 2000. ISSN 0792-7169.
- Kozlovsky, Roy. . Isenstadt, Sandy; Rizvi, Kishwar  (编).  . University of Washington Press. 2011: 139–160. ISBN 978-0-295-80030-1.
- Meir-Glitzenstein, Esther. .  . Routledge. 2004: 35–47. ISBN 978-1-135-76862-1.
- Ofer, Dalia.  . New York: Oxford University Press. 1991. ISBN 978-0-19-506340-0.
- Ofer, Dalia. . Jonathan Frankel  (编).  . Studies in Contemporary Jewry VII. Oxford University Press. 1991a. ISBN 978-0-19-536198-8.
- Ohana, David. . Lexington Books. 2017-06-05. ISBN 978-1-4985-4361-3.
- Picard, Avi. . Middle Eastern Studies. 2018, 54 (3): 382–399  [2024-01-04]. S2CID 148734935. doi:10.1080/00263206.2017.1414698. （原始内容存档于2023-12-17）.
- Rossetto, Piera. Semi, Emanuela Trevisan; Rossetto, Piera , 编. . Quest. Issues in Contemporary Jewish History. Journal of Fondazione CDEC. 2012-11, 4  [2019-02-10]. （原始内容存档于2019-09-26）.
- Segev, Tom.  . New York: Henry Holt. 1998. ISBN 978-0-8050-5896-3.
- Shenhav, Yehouda, , Stanford University Press, 2006, ISBN 978-0-8047-5296-1
  - 希伯来文版本：Shenhav, Yehouda. . Am Oved. 2003. ISBN 978-965-13-1613-5.